# Džonatan Bri
Džonatan Bri (engl. Jonathan Bree) je tekstopisac i producent sa Novog Zelanda, poznat kao solo izvođač, takođe i kao suosnivač Indie pop grupe The Brunettes iz 1998. i Lil' Chief Records iz 2002.

## Detinjstvo i mladost
Džonatan Bri je rođen u kasnim 1970-ima na Novom Zelandu. Mark Lyons, vođa Indie pop benda The Nudie Suits, je bio rođak i mentor Briju u njegovim ranim godinama. Kada je Bri imao deset godina, Lyons mu je pokazao bend Modern Lovers. Bri je bio oduševljen i postao je veliki fan benda. Sa 12 godina, Bri je imao prvu svirku uživo kao bubnjar u Lajonsovom bendu, The Plaster Saints.

## Muzička karijera
Bri je 2002 godine osnovao Lil' Chief Records  sa indie pop prijateljem i muzičarem Skotom Manionom iz The Tokey Tones. Te godine su se upoznali u Oklandu u Marbecks Record Store, gde je Bri radio u to vreme. The Brunettes su imali prvi album koji se zvao Holding Hands, Feeding Ducks objavljen 2002. godine. Album je dobio odličnu recenziju od Allmusic, kao i drugo objavljenje albuma, The Brunette's 2003 The Boyracer EP. Bree je proizveo oba albuma.Sledeća dva albuma su bila uporedo postavljena 2003. godine od strane The Tokey Tones, gde je Bri bio gost na nekoliko traka.
Bri je zatim objavio više albuma na Lil' Chief sa The Brunettes. Njihov drugi album Mars Loves Venus je objavljen u junu 2004. godine. praćen sa albumom iz 2005 godine When Ice Met Cream. Rajan Mekfan je 2004. godine počeo svirati u bendu, koji je počeo The Shins turu 2005 godine u Severnoj Americi. 
The Brunette's album Structure & Cosmetics je objavljen u julu 2007. godine u Novom Zelandu u Sjedinjenim Američkim Državama naSub Pop. Njihov rejting se podigao nakon albuma "BABY" koji je bio objavljen u Ujedinjenom Kraljevstvu u decembru 2007. godine, i nakon objavljivanja njihovog muzičkog videa. U 2008. godini, The Brunettes su preradile pesmu od The Cure - "Lovesong" za American Laundromat Records.
The Brunette su 2009. godine objavile the Red Rollerskates EP na Lil' Chief, a posle toga Paper Dolls. 2010. godine, njihova pesma Red Rollerskates je uključena u 2K Sports muzičku playlist-u video igre NBA 2K11.
Njegov prvi rad kao solo umetnik je objavljen 2013. godine kada je objavio The Primrose Path. Njegov sledeći album, A Little Night Music, 2005. godine. Njegov proboj se desio kada je objavio svoj treći album, kada je pesma You're So Cool postala velika senzacija na YouTube-u koja je privukla gledaoce sa svojim neobičnim viđenjem stila 60-ih čija su lica bila pokrivena spandeks maskama. Pesma ima preko 5 miliona pregleda.

## Diskografija

### Brunettes
- 1998: Mars Loves Venus EP
- 2002: Holding Hands, Feeding Ducks
- 2003: The Boyracer e.p.
- 2004: Mars Loves Venus
- 2005: When Ice Met Cream E.P.
- 2007: Structure & Cosmetics
- 2009: Paper Dolls
- 2009: The Red Rollerskates E.P.
- 2011: Mars Loves Venus (vinyl)

### Kompilacije
- 2009: "Lovesong" od The Cure on Just Like Heaven - a tribute to The Cure
- 2016: "Last Night's Love" od The Reduction Agents iz Waiting For Your Love - a tribute to The Reduction Agents

### Solo izdanja
- 2013: The Primrose Path 2015: A Little Night Music 2018: Sleepwalking

### Saradnje
- 2011: ко-продуцент Лил златну књигу Принцеза Челси
- 2015: сопродюсер о великим Кибернетским депресије Принцеза Челси

## Spoljašnje veze
- Кувар Лил Снимање
- Разговор са Џонатан Бри Адам Маккиббин (фебруар 2010)